# Gymnothorax undulatus
Gymnothorax undulatus es una especie de pez de la familia de los morénidas en el orden de los Anguilliformes.

## Morfología
Los machos pueden llegar a alcanzar los 150 cm de longitud total

## Distribución geográfica
Se encuentra desde el mar Rojo y el África Oriental hasta la Polinesia Francesa, el sur del Japón, las Hawái y el sur de la Gran Barrera de Coral. También en Costa Rica y Panamá.

## Costumbres
Es bentónico.

## Uso comercial
Es empleada en la medicina tradicional china.

## Observaciones
Hay informes de envenenamiento por ciguatera.

## Galería de imágenes

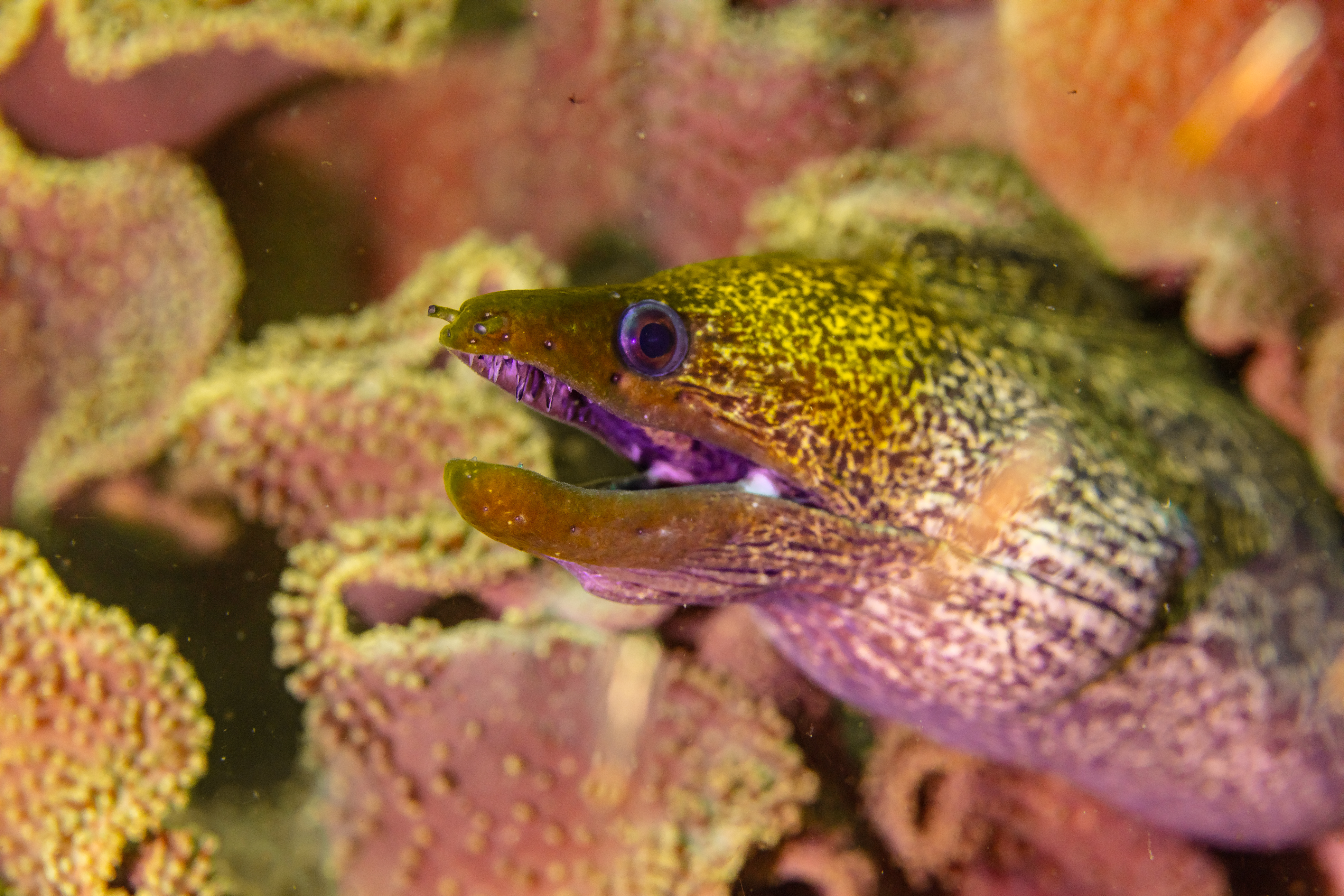
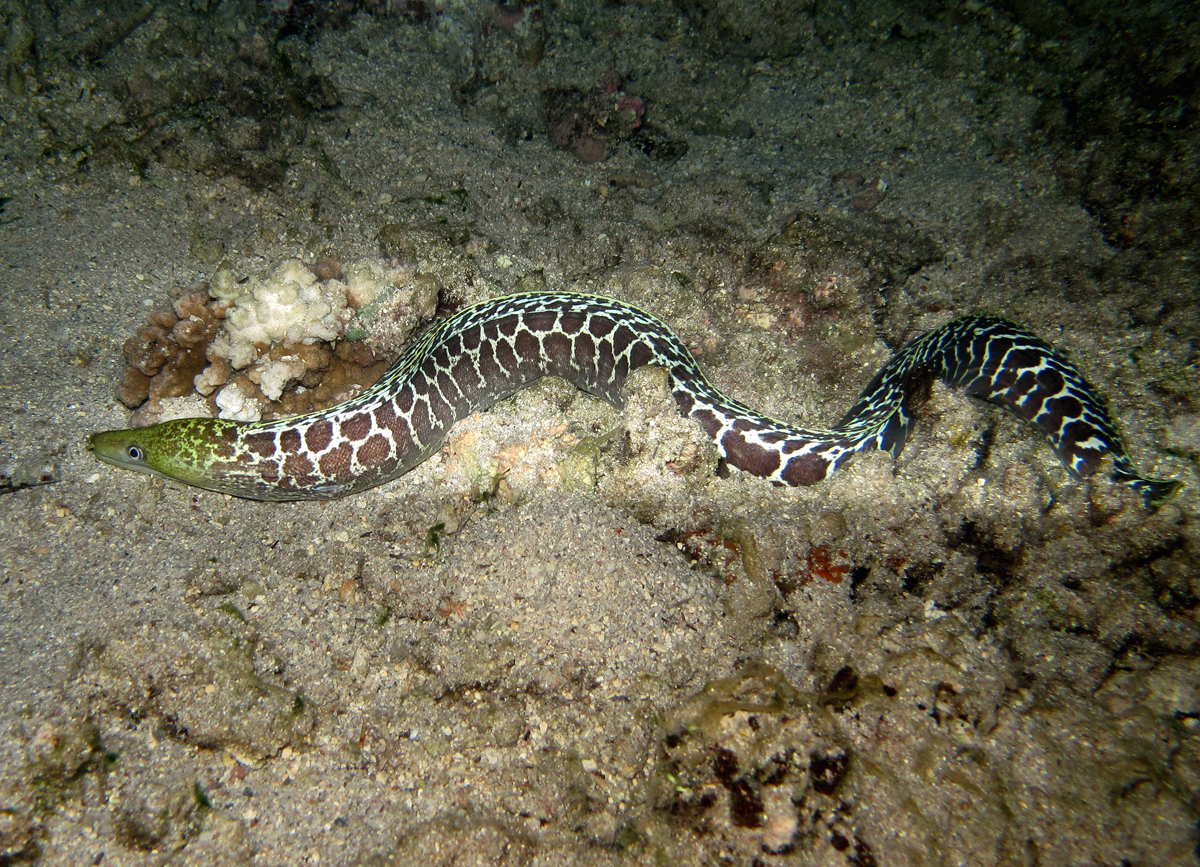
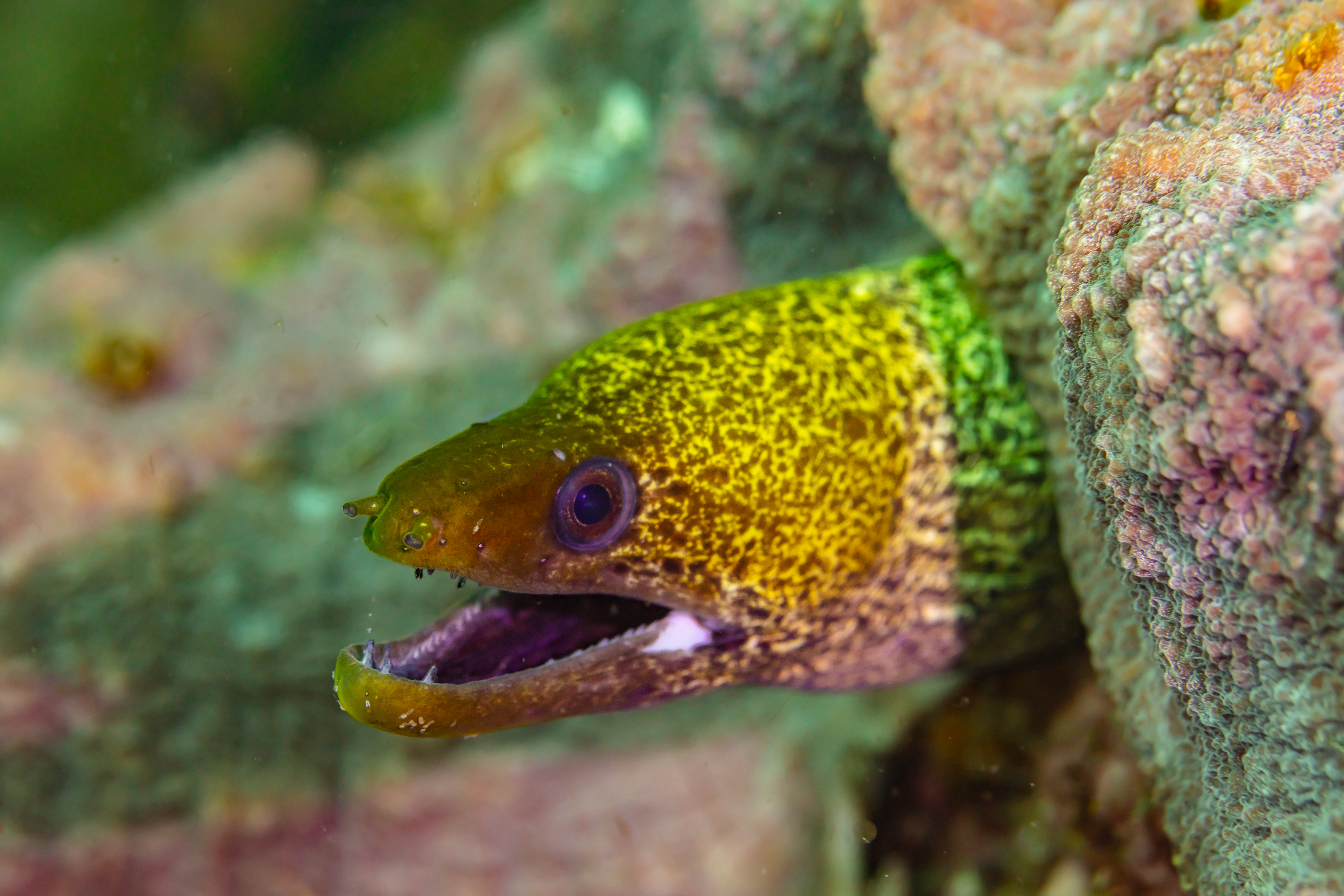
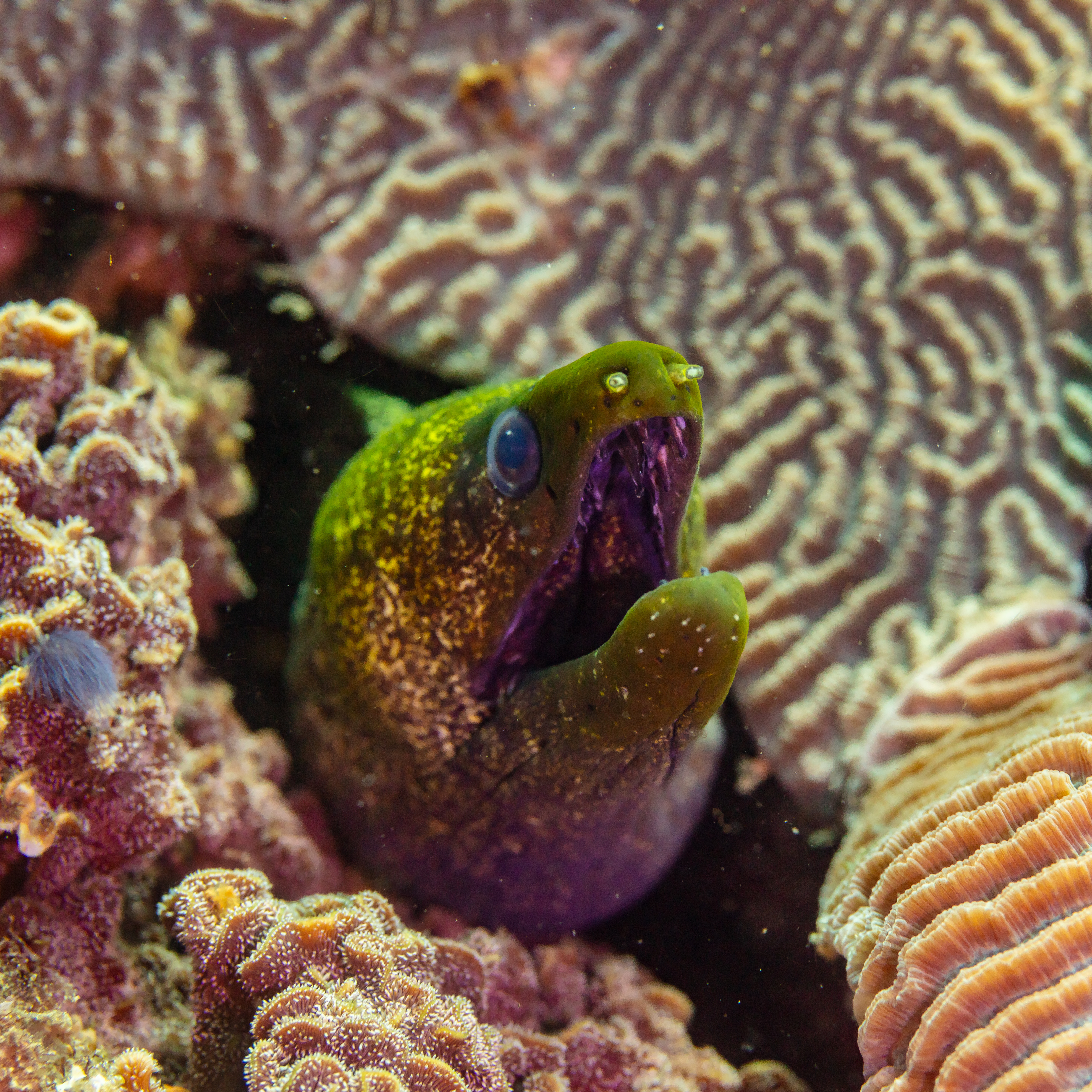